# تیم ملی بسکتبال ۳ نفره زنان ایران
تیم ملی بسکتبال ۳ نفره (۳ به ۳) زنان ایران یک تیم بین‌المللی بسکتبال ۳ نفره زنان است که از طرف ایران در مسابقات بین‌المللی شرکت می‌کند.

## تورنومنت‌ها

### بازی‌های آسیایی هنرهای رزمی و داخل سالن
| سال   | رده  | بازی | برد | باخت |
| ----- | ---- | ---- | --- | ---- |
| ۲۰۱۷  | پنجم | ۳    | ۲   | ۱    |
| مجموع | ۱/۱  | ۳    | ۲   | ۱    |